# Cathédrale de Brandebourg
La cathédrale Saint-Pierre-et-Saint-Paul de Brandebourg (en allemand : Dom Sankt Peter und Paul zu Brandenburg) est une église protestante, le plus grand édifice religieux de la ville de Brandebourg-sur-la-Havel, dans le land de Brandebourg en Allemagne. Construite à partir de l'an 1165 sur une île de la Havel, elle est considérée comme le berceau de la marche de Brandebourg. À l'origine une église-halle romane à nef unique, l'édifice a par la suite été agrandi dans le style d'une basilique de l'architecture gothique de brique. 
Dédiée aux saints Pierre et Paul, la cathédrale était le siège de l'ancien évêché de Brandebourg, diocèse catholique fondé par le roi Otton Ier en 948, jouant un rôle capital pour la colonisation germanique des territoires des Slaves (« Wendes ») à l'est de l'Elbe. Devenue protestante au XVIe siècle, elle est aujourd'hui l'une des églises paroissiales de l'Église protestante Berlin-Brandebourg-Haute Lusace silésienne.

## Histoire

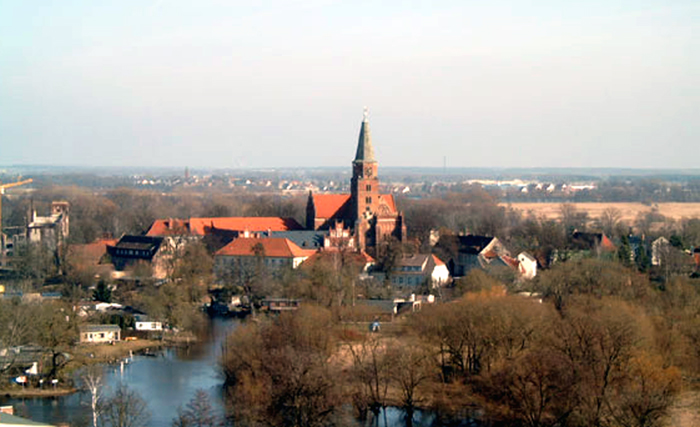
Vue sur l'île de la Cathédrale.

L'île entre la Havel et le lac Beetzsee fut le site du château de Brandebourg (Brennaburg), une forteresse construite par des colons slaves au début du VIIIe siècle. Au cours de l'hiver 929, durant le gel du fleuve, elle fut assiégée et conquise par les forces saxonnes de Henri Ier, roi de Francie orientale. En 948, le fils et successeur de Henri, Otton Ier décide la création du diocèse de Brandebourg et la construction d'un sanctuaire sur l'île au nord-est du château. Néanmoins, après un soulèvement des tribus slaves (Lutici) contre la domination du margrave Thierry en 983, tous les ouvrages ont été démolis afin de construire une nouvelle forteresse slave plus grande.
En 1150, le château a été occupé par les troupes du margrave Albert l'Ours. Finalement, après sept ans de conflit armé avec le prince slave Jaxa, les forces germaniques d'Albert et de l'archevêque Wichmann de Magdebourg ont conquis la forteresse le 11 juin 1157 — l'acte de naissance de la marche de Brandebourg. 

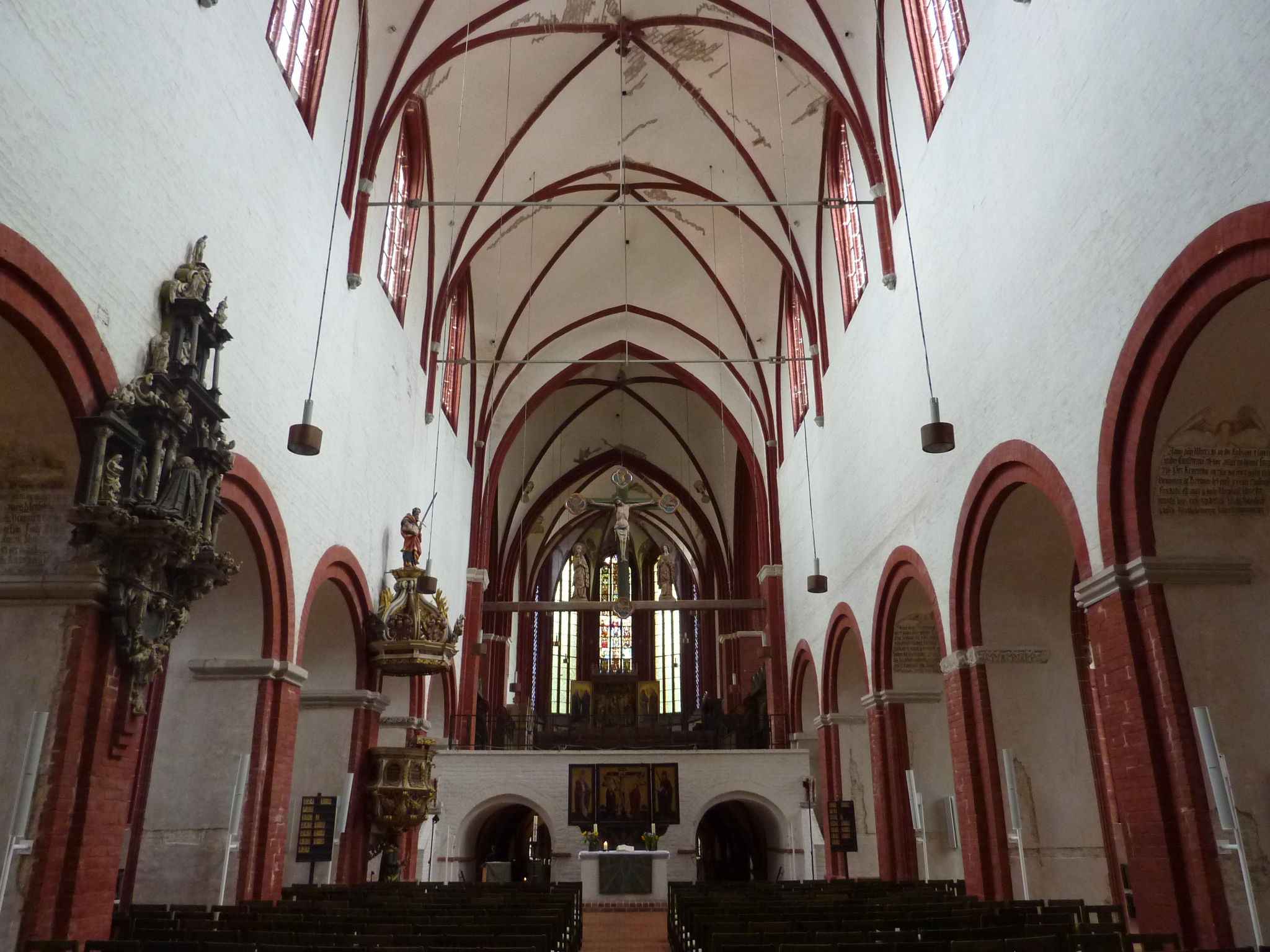
Intérieur.

En 1161, le diocèse de Brandebourg a été nouvellement fondé et l'évêque Wilmar fit construire la cathédrale nouvelle Saint-Pierre-et-Saint-Paul dans la partie plus élevée au nord-est ; la pierre angulaire a été posée le 11 octobre 1165. C'est ainsi qu'au fil du temps s'est créée une église à nef unique de style roman, couverte par un plafond plat, avec le chœur oriental et la croisée du transept. Il s'agit du premier bâtiment religieux de la marche de Brandebourg étant entièrement réalisée en brique.
Le massif occidental de façon saxon, comme il avait d'abord été envisagé, a été modifié pour construire une façade à deux tours qui, toutefois, reste inachevée. Commençant dans la première moitié du XIIIe siècle, la cathédrale fut reconstruite dans le style gothique.